# Aubrey holes

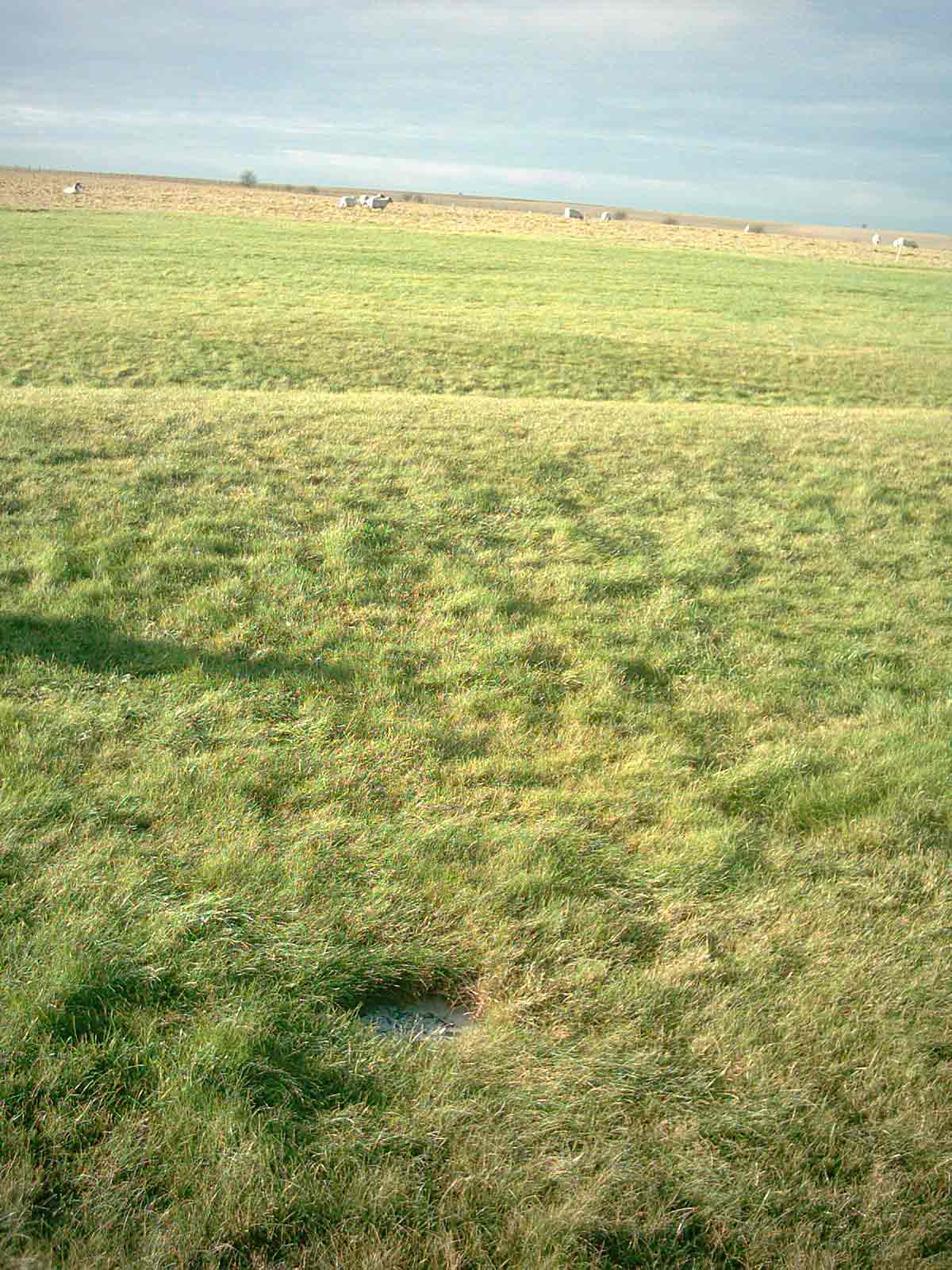
Un disco blanco marca la ubicación del agujero Aubrey número 21 en el lado occidental de la entrada sur de Stonehenge. Detrás se ve el banco y el foso que rodean el monumento.

Los agujeros de Aubrey (en inglés: Aubrey holes) son un anillo de cincuenta y seis pozos de tiza en Stonehenge, Inglaterra, llamados así por el anticuario del siglo XVII John Aubrey. Datan de las primeras fases de Stonehenge, a finales del cuarto y principios del tercer milenio a. C. A pesar de décadas de discusiones y análisis, su propósito sigue siendo desconocido, aunque a menudo se ha sugerido un papel astronómico.
Mientras visitaba el monumento en 1666, Aubrey observó cinco cavidades circulares en el suelo y las anotó en sus registros. Estos rasgos fueron ignorados o no fueron vistos por los anticuarios que investigaron posteriormente el lugar, y no fue hasta la década de 1920, durante los trabajos realizados por el coronel William Hawley, que el ayudante de este, Robert Newall, identificó un anillo de fosas que bautizó en honor a Aubrey y a su primer estudio.
Es más probable que las depresiones vistas por el propio Aubrey fueran rasgos diferentes de los que ahora llevan su nombre. Mike Pitts, en un artículo publicado en 1981 en la revista Nature, señaló que los agujeros habían sido rellenados miles de años antes de que Aubrey visitara el lugar. El hecho de que ninguno de los otros anticuarios que visitaron el yacimiento se percatara de la existencia de tales agujeros implica que tampoco eran elementos permanentes. Pitts sostiene que es más probable que se trate de las cavidades dejadas por elementos que han sido eliminados recientemente. Ha sugerido que tal vez había más megalitos en Stonehenge que ocupaban estos otros agujeros y que ahora se han perdido.

## Agujeros
Veinticinco de los agujeros fueron excavados por Hawley en 1920 y siete más en 1924. En 1950, Stuart Piggott y Richard Atkinson excavaron otros dos pozos Aubrey que elevaron el total excavado a treinta y cinco, incluido uno que Richard Colt Hoare pudo haber encontrado mientras cavaba bajo la piedra de la matanza caída (llamada así por su coloración rojiza) a principios del siglo XIX. Se descubrió que las fosas tenían una media de 0,76 m de profundidad y 1,06 m de diámetro. Veinticinco de las fosas contenían entierros de cremación posteriores insertados en sus rellenos superiores junto con largas clavijas de hueso que pueden haber asegurado las bolsas de cuero o tela utilizadas para mantener los restos. Su presencia convierte a Stonehenge en el cementerio de cremación más antiguo de Gran Bretaña.
Las fosas parecen haber sido rellenadas con los escombros de tiza recién excavados poco después de haber sido excavadas, ya que no se ha observado ninguna erosión en los lados de tiza de las fosas. También es posible que se hayan excavado y rellenado varias veces. Los agujeros se encuentran en un círculo preciso de 271,6 m de circunferencia, distribuido alrededor del borde del área delimitada por el banco de tierra de Stonehenge, con una desviación estándar en su posición de 0,4 m. El círculo que describen se encuentra a unos 5 m dentro del banco del monumento. Veintiuno de los agujeros siguen sin excavar y no se ha recuperado ningún material de datación fiable de los otros treinta y cinco. La única fecha de carbono disponible en los agujeros procede del carbón vegetal de una de las últimas cremaciones, que arroja un amplio rango entre 2919 y 1519 a. C. El hecho de que solamente se hayan encontrado trozos de piedra de sarsén en los rellenos superiores de las fosas excavadas implica que la excavación de los agujeros es anterior a las fases megalíticas de Stonehenge. A partir de esta evidencia estratigráfica, es por tanto probable que los agujeros fueran excavados durante la primera fase del monumento, Stonehenge 1 (alrededor del 3100 a. C.) y que luego fueran reutilizados para enterramientos durante Stonehenge 2 en siglos sucesivos. Cuando se erigieron las piedras en pie de Stonehenge 3 (hacia el 2600 a. C.), los agujeros ya no se utilizaban.
Las posiciones de los agujeros están marcadas hoy en día en el sitio de Stonehenge por discos blancos colocados en la superficie del suelo. Los arqueólogos los numeran del 1 al 56 contando en el sentido de las agujas del reloj desde la posterior Piedra del Sacrificio, en el lado oriental de la entrada noreste. Hawley volvió a enterrar las incineraciones humanas que encontró, colocándolas en el agujero rellenado número 7. Estos restos se volvieron a excavar en agosto de 2008 como parte del proyecto Stonehenge Riverside. En el lugar se descubrió una placa que data del reenterramiento de 1935. El proyecto se detalló en un episodio de la serie de televisión Nova de la PBS por esas mismas fechas.

## Teorías sobre los agujeros
Muchas interpretaciones prefieren una explicación astronómica para el propósito de los agujeros, aunque esto no está en absoluto probado. Antiguamente se creía que cuando se excavaron los agujeros de Aubrey, el único elemento que quedaba en pie en Stonehenge era el talón del fraile, que marcaba el punto de la salida del sol en verano, visto desde el centro del henge. Pero la piedra del talón se atribuye ahora a Stonehenge 3 y, por tanto, no era contemporánea de los agujeros.
Se ha sugerido que los agujeros de Aubrey debían ser originalmente agujeros de poste que contenían maderas o piedras, pero esto es incierto. Los círculos de madera análogos en lugares como Woodhenge han influido en esta interpretación; la posición del círculo de los agujeros de Aubrey en relación con el banco de tierra y el foso de Stonehenge se reproduce en lugares similares con anillos de postes de madera. El hecho de que los agujeros parezcan haber sido rellenados poco después de la excavación y, posiblemente, vueltos a excavar, no excluye la posibilidad de que contuvieran postes de madera que fueran sustituidos de forma intermitente. No se han recuperado pruebas de tubos de poste en los agujeros, aunque las técnicas modernas de excavación arqueológica no se han aplicado a las fosas. Sin embargo, si los supuestos maderos fueron retirados a propósito cuando quedaron fuera de uso, incluso esta evidencia sería difícil de detectar. La falta de documentación completa de las primeras excavaciones de Stonehenge en el siglo XX y la perturbación causada por la inserción de las cremaciones posteriores durante Stonehenge 2 también han contribuido a la incertidumbre sobre la función de los agujeros.
En un estudio de las excavaciones del siglo XX en Stonehenge, publicado por English Heritage bajo el título Stonehenge en su paisaje, la arqueóloga Karen Walker cotejó y estudió los registros supervivientes de todos los trabajos anteriores en los agujeros y concluyó que "aunque las pruebas no son concluyentes, y sin duda serán objeto de continuo debate, los autores se inclinan por apoyar la opinión de que los agujeros de Aubrey albergaban postes, que fueron retirados, en lugar de ser quemados in situ o dejados en descomposición."
En agosto de 2008, una nueva excavación del agujero 7 de Aubrey por parte de Mike Parker Pearson, Mike Pitts y Julian Richards llevó a los arqueólogos a sugerir que los 56 agujeros habían albergado piedras azules galesas, ya que son demasiado poco profundos para ser agujeros de poste. De hecho, los agujeros son idénticos en anchura, profundidad y forma a los de las piedras azules localizadas en otros lugares de Stonehenge. Están seguros de que los agujeros de Aubrey pertenecen a la fase inicial de construcción de Stonehenge. El profesor Parker Pearson dijo al respecto: "Es muy emocionante que tengamos pruebas de piedras desde sus inicios, alrededor del año 3000 a. C. Eso es casi 500 años antes de lo que se pensaba".

## Consideraciones astronómicas
Las lecturas astronómicas de los agujeros son producto, en gran medida, de la interpretación de que se trata de simples fosas sin rasgos estructurales. Este planteamiento ha exigido encontrar una explicación que tiende a la teoría de que los agujeros fueron excavados, rellenados y reconstruidos repetidamente y excluye las posibilidades relacionadas con los posibles postes de madera que se alzaban en ellos. La teoría de que podrían haber sido utilizados para sostener marcadores temporales para su uso en observaciones astronómicas ganó credibilidad en la década de 1960.
Un primer intento de analizar las posiciones de los agujeros de Aubrey fue llevado a cabo por Gerald Hawkins, profesor de astronomía de la Universidad de Boston, en la década de 1960, utilizando un ordenador IBM 7090. En su libro Stonehenge Decoded, Hawkins sostenía que los diversos elementos del monumento de Stonehenge estaban dispuestos de tal manera que predecían una serie de acontecimientos astronómicos. Creía que la clave del propósito de los agujeros era el eclipse lunar, que ocurre de media una vez al año en un ciclo de 346,62 días. Los eclipses lunares no siempre son visibles, ya que la luna puede estar por debajo del horizonte mientras se desplaza por el cielo, pero a lo largo de 18 a 19 años (18,61 años para ser precisos) la fecha y la posición de un eclipse visible volverán a su punto de inicio en el horizonte. Dado que el movimiento de la órbita de la Luna también hace que recorra el cielo en un ciclo de 18,61 años en lo que se conoce como el viaje entre la parada menor y la vuelta, la teoría de que este período era medible y útil para los pueblos neolíticos parecía atractiva.
Los movimientos lunares pueden haber tenido un significado calendárico para los pueblos primitivos, especialmente para los agricultores, que se habrían beneficiado de la división del año en períodos que indicaban los mejores momentos para la siembra. El 18,61 no es un número entero, por lo que no se puede utilizar para predecir un eclipse sin un equipo de precisión, sino que solamente se pueden utilizar toscas piedras marcadoras o postes de madera en un círculo. La teoría de Hawkins era que tres ciclos de 18,61 años se multiplican hasta 55,83, que está mucho más cerca de un número entero y por lo tanto es más fácil de marcar usando 56 agujeros. Hawkins sostenía que los Agujeros de Aubrey se utilizaban para llevar la cuenta de este largo período de tiempo y podían predecir con exactitud la recurrencia de un eclipse lunar en el mismo acimut, el que se alineaba con la Piedra del Talón, cada 56 años. Yendo más allá, colocando piedras marcadoras en los agujeros noveno, decimoctavo, vigésimo octavo, trigésimo séptimo, cuadragésimo sexto y quincuagésimo sexto, Hawkins dedujo que también se podían predecir otros eclipses lunares intermedios.
Un examen posterior, en particular el realizado por Richard Atkinson, ha demostrado que Hawkins estaba en gran medida equivocado, ya que ahora se ha establecido que los diferentes elementos del monumento que intentó incorporar a muchas de sus teorías de alineación estaban en uso en diferentes momentos y no podían haber funcionado solos, siendo la tardanza en la instalación de la Piedra del Talón el último clavo en el ataúd. Además, el período de 56 años no es, de hecho, un método fiable para predecir los eclipses y ahora se acepta que nunca repiten su fecha y posición durante tres ciclos lunares consecutivos de 18,61 años. Las teorías de Hawkins también requerían una estricta observancia de las fases de la luna, lo que complicaba aún más las predicciones con su modelo.
En 1966, Sir Fred Hoyle examinó los argumentos a favor de un propósito astronómico para los agujeros y concluyó que el ciclo lunar de 28 días todavía podría haberse indicado moviendo una piedra marcadora que representara la luna en sentido contrario a las agujas del reloj por dos agujeros cada día, terminando con 56 agujeros en total. Moviendo otro marcador en sentido contrario a las agujas del reloj dos agujeros cada 13 días, que representaba al Sol, también se podía hacer un recorrido anual alrededor del círculo. También habría que mover otras dos piedras marcadoras alrededor de 3 agujeros por año para representar los puntos en los que la luna (o más bien su marcador) cruzaba la trayectoria del marcador del Sol. Hoyle demostró que esto podría haberse utilizado para producir un método mucho más fiable de predicción de eclipses, ya que siempre que los marcadores de la luna y el sol estén directamente opuestos y las otras dos piedras ocupen esos mismos puntos opuestos, se puede garantizar un eclipse. Esto también tiene la ventaja adicional de no necesitar que haya ninguna piedra en pie en el lugar.
Sobre el simbolismo astronómico varios analistas de Gerald Hawkins a Anthony Johnson han señalado que Plutarco informó que Set en el mito egipcio o Tifón en el mito griego fue identificado como la sombra de la Tierra que cubre la Luna durante los eclipses lunares. Plutarco registra además que los pitagóricos asociaban simbólicamente a Tifón con un polígono de 56 lados, por lo que la conexión de 56 con los eclipses lunares es explícita, al menos para la época helenística.
Aunque menos compleja y romántica que la «calculadora de la Edad de Piedra» de Hawkins, esta técnica es ciertamente factible aunque solamente sea en teoría. También se han sugerido prácticas de predicción mucho más elaboradas para los agujeros, aunque todos estos métodos, incluido el de Hoyle, requieren un alto nivel de conocimiento astronómico y la comprensión de algunos conceptos muy abstractos, como saber dónde y cuándo colocar primero las piedras alrededor del círculo. También han señalado R. Colton y R. L. Martin que existen métodos más sencillos, basados en la observación de la posición de cada salida de la luna, que habrían funcionado igual de bien y que no requerirían mover numerosos marcadores entre 56 agujeros. Esto disminuye la importancia astronómica del número de agujeros de Aubrey y su disposición circular y tiende a sugerir que cualquier propósito astronómico del sitio puede haber sido solo simbólico.
Según los astrólogos Bruno y Louise Huber los agujeros Aubrey eran un ábaco astronómico para marcar las posiciones y calcular el movimiento de los nodos lunares.

## Interpretaciones extra-astronómicas
Mike Pitts ha afirmado que los agujeros de Aubrey contenían de hecho originalmente maderas y compara el sitio en esta etapa con Woodhenge, El Santuario cerca de Avebury y otros círculos de madera neolíticos. Este punto de vista contradice la visión arqueo-astronómica de los agujeros como un dispositivo de predicción único.
De hecho, es posible que el Stonehenge primitivo apenas se diferenciara de los demás círculos de madera neolíticos de las islas británicas, que tenían un número variable de agujeros de poste y de orientaciones y que, por tanto, no podrían haberse utilizado para predecir eclipses en toda la isla. La interpretación de estos círculos de madera no está clara, aunque se establecieron paralelismos con los nativos estadounidenses tótem por Stuart Piggott en una conferencia radiofónica de la BBC de 1946. Una figura de madera tallada de 50 cm de altura encontrada en las marismas del Támesis en 1912 y fechada con carbono en el año 2460-1980 a. C. se ha utilizado de forma bastante tenue para apoyar la teoría de que los postes de madera tallados tenían un propósito más terrestre.
Otra posible explicación de los agujeros, sugerida por Richard Atkinson, es que fueron excavados a su vez en algún ritual desconocido que implicaba una procesión alrededor del interior del monumento. Otros han señalado el significado del ciclo menstrual humano de 28 días y han argumentado que los agujeros pueden haber sido indicadores de fertilidad. Alexander Thom calculó que el círculo de agujeros había sido trazado en una circunferencia de 131 de sus varas megalíticas, aunque este número no tiene ningún significado conocido. Un reciente estudio CAD de los agujeros ha demostrado que se puede generar un polígono de 56 lados mediante el simple uso de la geometría del cuadrado y del círculo. Aubrey Burl también señala que el acimut de la Piedra del Talón, más allá del Círculo de Aubrey, marca el punto medio en la oscilación de la Luna entre los puntos de parada mayor y menor, a 51.3 grados.